# Holcocera subsenella
Holcocera subsenella é uma espécie de mariposa do gênero Holcocera pertencente à família Coleophoridae.